# 159974 Badacsony
159974 Badacsony è un asteroide della fascia principale. Scoperto nel 2006, presenta un'orbita caratterizzata da un semiasse maggiore pari a 2,3985517 UA e da un'eccentricità di 0,2050151, inclinata di 3,63281° rispetto all'eclittica.
L'asteroide è dedicato all'omonima regione vinicola sulle rive settentrionali del lago Balaton in Ungheria.